# Sop’s Arm
Sop’s Arm ist eine Siedlung (Designated place) auf Neufundland im Südosten der Great Northern Peninsula an der White Bay nahe der Mündung des Main River. Die Einwohnerzahl betrug beim Zensus 2016 157. Fünf Jahre zuvor waren es noch 197 Einwohner. Der Ort wird beim Zensus der Subdivision G der Census Division No. 5 zugeordnet.

## Geschichtliches
Der Ort wurde in den 1950er und 1960er Jahren von der nahe gelegenen Insel Sops Island dorthin verlegt. Dabei wurden zum Teil ganze Gebäude mitgenommen. Die Grundlage hierfür war eines von mehreren Umsiedlungsprogrammen der damaligen Regierung von Neufundland und Labrador unter Joey Smallwood, welche die ganze Provinz betrafen.
Ein erheblicher Teil der Bevölkerung lebte bis dahin in verstreuten, sehr kleinen Ansiedlungen, die häufig nur per Schiff zu erreichen waren, die auf Neufundland meist als Outports bezeichnet werden. Die Regierung versprach sich von diesen Programmen unter anderem eine verbesserte wirtschaftliche Entwicklung der Provinz sowie eine Senkung der Kosten für öffentliche Bildung, für die Postzustellung, für den Transport von Gütern und anderem mehr. Im Falle von Sops Island traten hinzu, dass die Wasserversorgung auf dieser Insel eingeschränkt war, sowie, dass die Insel im Frühjahr wegen Eisgangs nicht zu erreichen war, was auch eine Einschränkung für die Gesundheitsversorgung der Einwohner darstellte.
Die kleinteilige Siedlungsstruktur auf Neufundland lässt sich darauf zurückführen, dass die ersten Siedler meist Fischer waren, die sich nahe geeigneter Fanggründe ansiedelten und ihr Auskommen dann durch den Handel von selbst gefangenem Fisch gegen andere Güter sowie durch Selbstversorgungswirtschaft erzielten und das schwer zugängliche Neufundland erst spät mit Straßen erschlossen wurde. So fiel es auch kaum ins Gewicht, wenn sich ein Outport auf einer vorgelagerten Insel befand, da der Verkehr meist sowieso über den Seeweg abgewickelt wurde.

## Sops Island

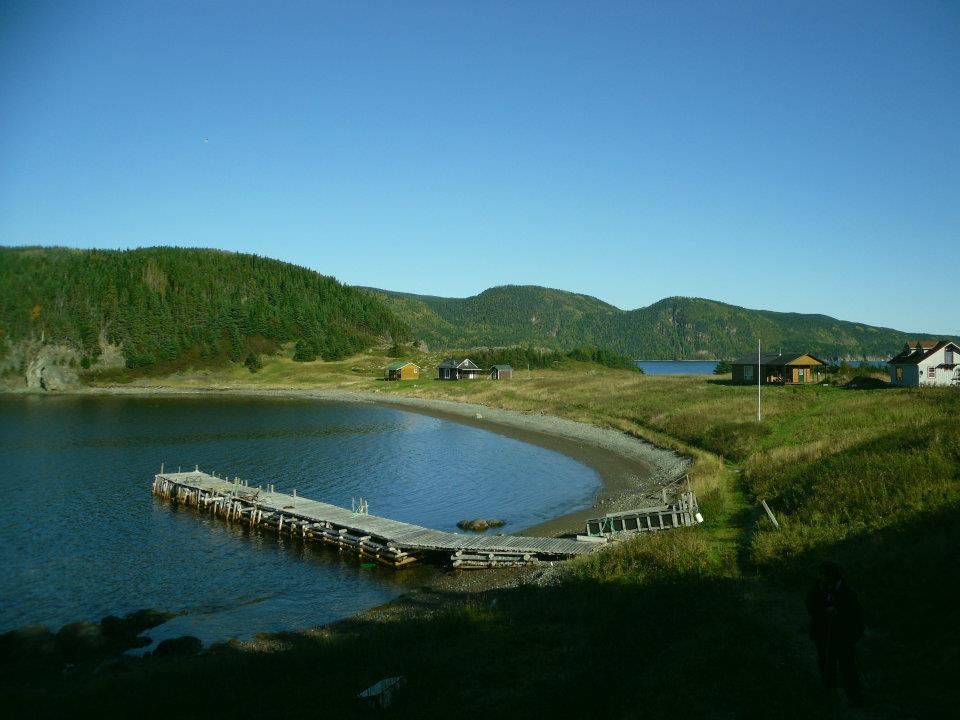
Häuser auf Sops Island

Die Vorgängersiedlung auf Sops Island existierte bis Mitte der 1950er Jahre und konnte eine Schule, zwei Kirchen sowie Friedhöfe und ein Sägewerk vorweisen. 1921 lebten dort 85 Einwohner und 1935 war die Einwohnerzahl auf 220 gestiegen.
Inzwischen gibt es auf der Insel nur noch weniger als zehn Sommerhäuser, die meist Familien der ursprünglichen Insulaner gehören.
Die Westseite der Insel ist üppig bewaldet, während die Ostseite felsig und karg ist; zu ihrer Fauna gehören auch Elche und Karibus.

## Wirtschaftliches
Nachdem in Corner Brook eine Papiermühle eröffnet worden war, gewann neben der Kabeljau-Fischerei die Forstwirtschaft an Bedeutung, für die um Sop’s Arm Holz geschlagen wird. Überdies ist der Main River lokal für Freizeitmöglichkeiten wie Wildwasser-Kajak-Fahren und Lachsfischen bekannt.

## Sonstiges
Etwa 100 km entfernt, um den Deer Lake, scheinen sich die am nördlichsten gelegenen für den Ackerbau tauglicheren Böden des aufgrund seiner allgemeinen Geologie als »The Rock« bezeichneten Neufundlands zu befinden.
In der Nähe von Sop's Arm wurden Gruben aufgefunden, von denen der Ortsansässige Kent Budden behauptet, dass es sich bei ihnen um Fanggruben für die Kariboujagd handele, die von Skandinaviern der Wikingerzeit angelegt worden seien. Einige renommierte Forscher unterstützen diese Ansicht (insoweit).
Diese Gruben zeigte Watson Budden, der Onkel des oben Genannten, bereits 1961 Helge Ingstad, der zusammen mit seiner Frau Anne Stine Ingstad die Siedlung bei L’Anse aux Meadows ausgrub, die etwa 200 Kilometer entfernt ist.
Zwei der Gruben wurden 2010 von einer Forschergruppe um Jónas Kristjánsson archäologisch untersucht. Die Ausgrabung erbrachte aber keine zwingenden Belege dafür, dass diese Gruben von Skandinaviern der Wikingerzeit angelegt wurden. Gleichwohl argumentieren sie in ihrer Studie für diese Möglichkeit. Dies, unter anderem, weil die Nutzung solcher Jagdgruben sich in Norwegen sehr häufig nachweisen lässt, während sich für so eine Form der Grubenjagd durch indianische oder eskimoische Kulturen kaum Hinweise fanden. Indessen bauten die Beothuk durchaus Fanggatter für die Jagd auf Karibous und für andere entfernte Teile Kanadas finden sich Angaben, dass einige Inuit Fallen im Schnee gebaut haben. In einem anderen Teil der Studie argumentieren sie anhand der einschlägigen Angaben in der isländischen Literatur und der topographischen Gegebenheiten an der Ostküste Neufundlands, dass es sich bei dem Gebiet bei Sop's Arm um Straumsfjordr handele.
Vorheriges wird dadurch getrübt, dass Herr Budden einige recht zweifelhafte Artefakte in einem „Wikingermuseum“ präsentierte, darunter ein ‚Sonnenstein‘, der auf der Rückseite eine eingeritzte Karte Neufundlands aufweise und überdies noch – so wohl der Besitzer in einer online verfügbaren Eigenpublikation – von Thorfinn Karlsefni höchstselbst mit dessen Initialen signiert worden sein soll.
Kevin McAleese, Kurator für Archäologie und Ethnologie am Provinzmuseum von Neufundland und Labrador, der an der genannten Studie beteiligt war, äußerte, dass von keiner anderen Kultur auf dem Gebiet bekannt ist, dass sie derartige Gruben angelegt hat, um zu jagen, aber er bezweifele, dass Buddens Artefakte den Wikingern zuzuordnen sind.